# International Rose Test Garden

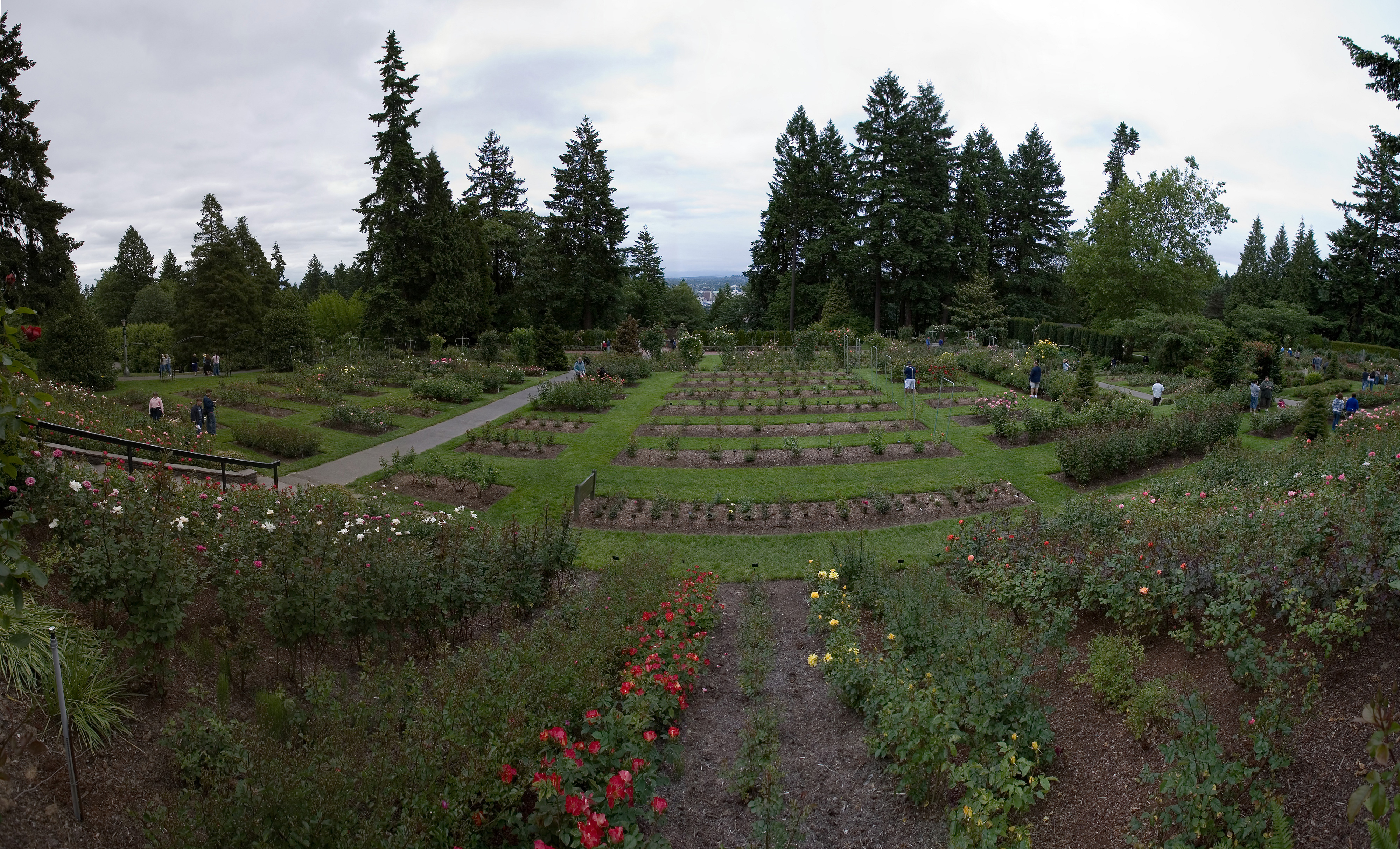
Vue d'ensemble de la roseraie

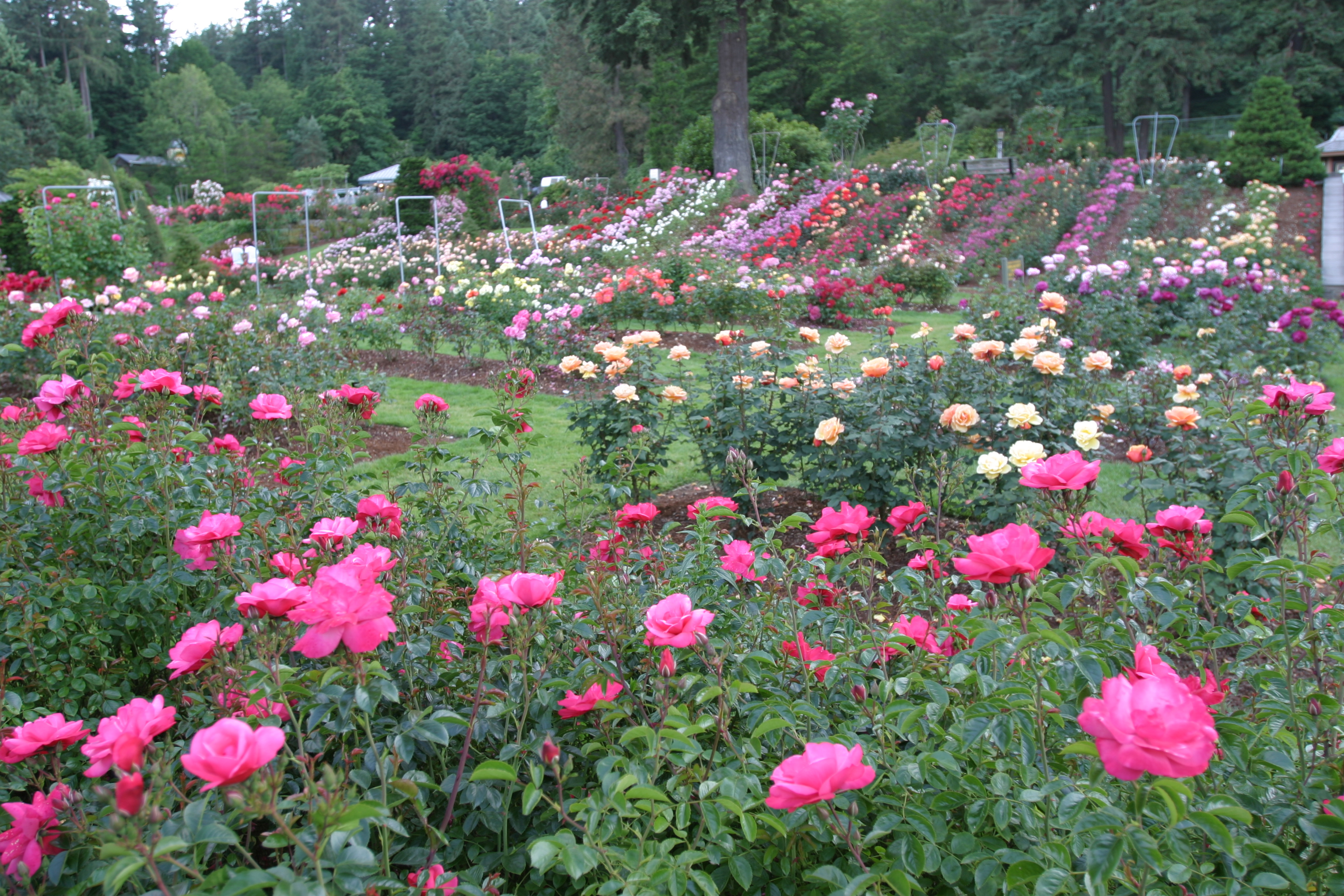
Plates-bandes de rosiers

L'International Rose Test Garden (la roseraie d'essais internationale) est une roseraie située dans le Parc Washington à Portland dans l'État de l'Oregon (États-Unis).  Elle rassemble plus de 7 000 rosiers de 550 variétés environ.  Les roses fleurissent d'avril à octobre avec une pointe en juin, selon les conditions météorologiques.  De nouveaux cultivars de rosiers venant de nombreuses parties du monde sont continuellement reçus par le jardin et y sont testés pour leur couleur, leur fragrance, leur résistance aux maladies et divers autres caractères.  C'est la plus ancienne roseraie expérimentale des États-Unis. Elle contribue à illustrer le surnom de Portland, la « Cité des roses ».

## Caractéristiques
L'International Rose Test Garden a une superficie de 18 km² sur plusieurs niveaux face au centre-ville de Portland, à la rivière Willamette et à East Portland. Par temps clair, on peut apercevoir la Chaîne des Cascades, dont se détache le Mont Hood.
Un amphithéâtre accueille de nombreux événements au cours de l'année, principalement des concerts de musique classique et quelques pièces de théâtre. Par beau temps, l'amphithéâtre attire les pique-niqueurs et les joueurs de disque volant. La Queens Walk est une passerelle en briques sur un côté du jardin où une étoile de  bronze honore chaque reine de la Fête des roses (Rose Festival) depuis 1907.

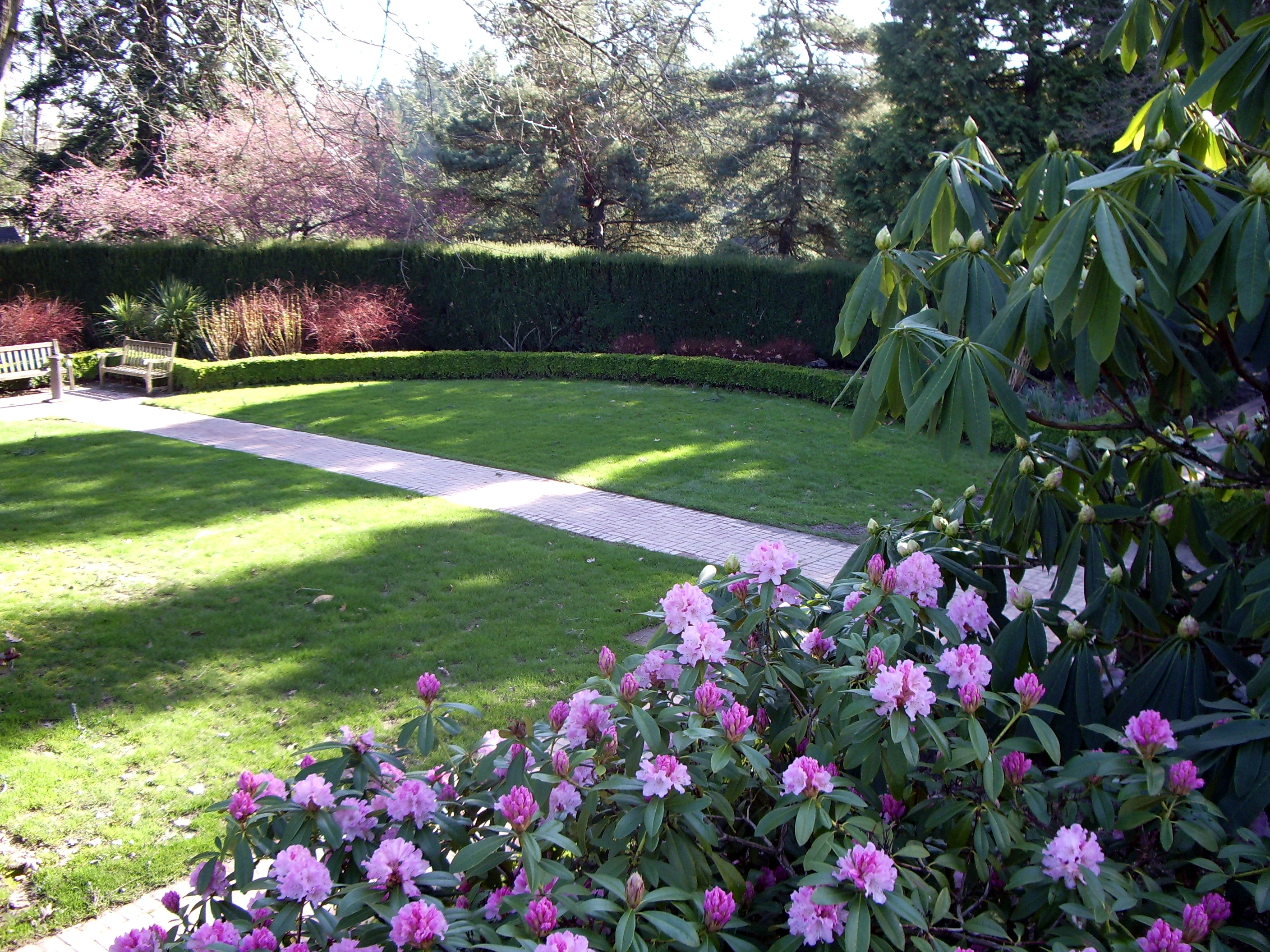
Le jardin Shakespeare en hiver

Le jardin Shakespeare comprenait à l'origine des espèces botaniques mentionnées dans les œuvres de William Shakespeare.  Cela fut modifié ultérieurement pour limiter les espèces de pleine lumière compte tenu  de l'ombre importante des arbres environnants.
Il y a une passerelle rectiligne, des banquettes et des plantations impeccables.  Les variétés de rosiers portent le nom de personnages de ses pièces.  Ce jardin est fréquenté lors d'occasions particulières, notamment les petits mariages. 
Le Gold Medal Garden est un jardin formel avec les rosiers récompensés, des passerelles, une fontaine centrale et une gloriette. C'est un lieu fréquenté à l'occasion des mariages.
Le [Royal Rosarian Garden a rendu hommage depuis 1924 aux ambassadeurs de bonne volonté et aux hôtes officiels qui officient lors des manifestations de la Fête des roses. Lorsqu'un rosiériste est adoubé, ils adoptent une variété de rosier à son nom. Ce jardin dans le jardin contient beaucoup de rosiers qui sont devenus introuvables dans le commerce.
Le jardin de roses miniatures (Miniature Rose Garden) est l'un des six de ce type seulement servant de terrain d'expérimentation à l'American Rose Society. Les plates-bandes surélevées à l'entrée sont appréciées pour leurs variétés uniques.
La boutique de la roseraie a ouvert le 1er mai 2000.
Une sculpture abstraite en acier inoxydable, un miroir d'eau et plusieurs fontaines mélangent les styles classique et moderne. Chaque partie de la roseraie a un caractère différent :  variétés de rosiers, arbres, terrain, pelouse.
Les rosiers et les autres plantations sont soignés par un jardinier tout au long de l'année (deux durant l'été) et par de nombreux volontaires.
Chaque année, les passionnés locaux consacrent environ 500 heures bénévolement au jardin.

## Histoire

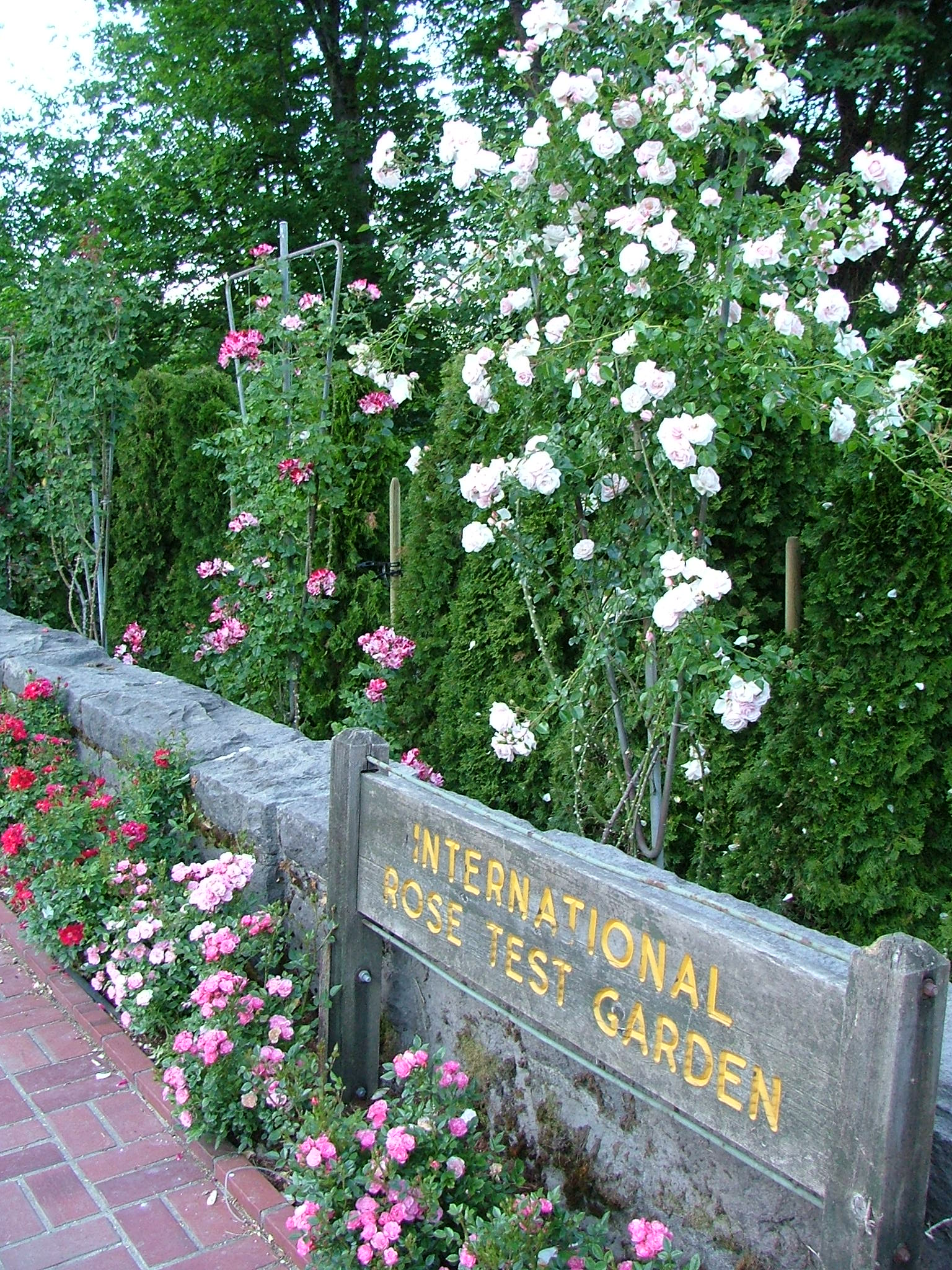
Profusion de roses dans le jardin

En 1917, un groupe de pépiniéristes de Portland eurent l'idée de créer une roseraie d'essais américaine. Il y avait à Portland un groupe de volontaires passionnés et 30 kilomètres de rues bordées de rosiers, pour l'essentiel depuis l'exposition Lewis & Clark de 1905. Portland était déjà connue comme la « Cité des roses » et cela ne devait que renforcer sa réputation. Entre les Parks and Recreation de Portland  et l'American Rose Society, le jardin devint vite une réalité.
Jessie Currey, président à l'époque de la Portland's Rose Society (Société des roses de Portland), lança une pétition pour que la ville devienne pendant la Première Guerre mondiale un havre sûr pour les rosiers hybrides créés en Europe. Les amateurs de roses craignaient que ces plantes uniques puissent être détruites du fait de la guerre. Les obtenteurs étrangers envoyèrent de nombreux pays des rosiers pour les faire tester et le jardin eut un succès immédiat. De nos jours, Portland est la seule ville d'Amérique du Nord qui peut décerner des distinctions aux roses de qualité du monde entier.